# Nicolprisma

En ljusstråles passage genom ett Nicolprisma

Nicolprisma är ett optiskt hjälpmedel för linjär polarisering av ljus.
Nicolprismat uppfanns 1828 av den skotske geologen och fysikern William Nicol (1770 – 1851) och var det första prismat som kunde användas för att polarisera elektromagnetiska ljusvågor. Det använder sig av det optiska fenomenet dubbelbrytning hos kalcit.
Ett Nicolprisma är gjort av en trigonal kristall av islandsspat, som har slipats till en vinkel på 68° mot kristallens längaxel, skurits diagonalt i två lika halvor och sedan sammanfogats med ett tunt lager genomskinlig kanadabalsam.

## Passagen av en ljusstråle genom ett Nicolprisma (bild ovan)
En ljusstråle går in i kristallens vänstra del och delar sig genom dubbelbrytning vid passagen från luft till prisma i två strålar. Dessa är genom den vinkel som valts vid slipningen av prismat ortogonalt polariserade, det vill säga strålarna har svängningsplan med en inbördes vinkel på 90° grader.
Den ena strålen, den ordinärt brutna strålen, följer Snells lag och reflekteras vid gränsytan mellan från det optiskt tätare islandsspatet i prismats övre halva och det optiskt tunnare limmet mellan prismahalvorna, därför att dess infallsvinkel är större än gränsvinkeln för totalreflektion. Strålen går ut på ovansidan av prismats övre halva med ytterligare brytning vid passagen från prismat till luften.
Den andra strålen, den extraordinärt brutna strålen, möter ett annat brytningsindex och reflekteras inte i gränsytan mellan prismats övre halva och limmet med en annan infallsvinkel, som är under den kritiska för totalreflektion. Strålen bryts bara något vid passagen till prismats nedre halva och därefter lämnar den efter en ytterligare mindre brytning prismat. Den är då polariserad parallellt med prismats optiska axel (TM-polariserad) och i riktning rakt fram, medan den ordinärt brutna strålen är polariserad vinkelrätt mot prismats optiska axel (TE-polarisering) och går i en annan riktning.
Nicolprismor av islandsspat användes tidigare i polariseringsmikroskop och - från 1830-talet - i polarimetrar, men har numera ersatts av andra typer prismor.